# Coppa del Mondo maschile di pallavolo 1991
La settima edizione della Coppa del Mondo di pallavolo maschile si è disputata dal 22 novembre al 1º dicembre 1991 in Giappone.

## I Fase
In verde le squadre qualificate per la II Fase (le prime 3 di ciascun gruppo).

### Gruppo A
| Unione Sovietica | 3 - 0 | Tunisia          |
| Stati Uniti      | 3 - 0 | Cile             |
| Giappone         | 3 - 0 | Messico          |
| Stati Uniti      | 3 - 1 | Unione Sovietica |
| Tunisia          | 3 - 1 | Messico          |
| Giappone         | 3 - 0 | Cile             |
| Unione Sovietica | 3 - 0 | Messico          |
| Tunisia          | 3 - 0 | Cile             |
| Stati Uniti      | 3 - 2 | Giappone         |
| Stati Uniti      | 3 - 1 | Messico          |
| Unione Sovietica | 3 - 0 | Cile             |
| Giappone         | 3 - 0 | Tunisia          |
| Stati Uniti      | 3 - 1 | Tunisia          |
| Messico          | 3 - 1 | Cile             |
| Unione Sovietica | 3 - 0 | Giappone         |

| Pos | Squadra          | P  | Set V | Set P |
| --- | ---------------- | -- | ----- | ----- |
| 1   | Stati Uniti      | 10 | 15    | 5     |
| 2   | Unione Sovietica | 9  | 13    | 3     |
| 3   | Giappone         | 8  | 11    | 6     |
| 4   | Tunisia          | 7  | 7     | 10    |
| 5   | Messico          | 6  | 5     | 13    |
| 6   | Cile             | 5  | 1     | 15    |

### Gruppo B
| Cuba          | 3 - 0 | Algeria       |
| Germania      | 3 - 0 | Iran          |
| Brasile       | 3 - 2 | Corea del Sud |
| Brasile       | 3 - 0 | Iran          |
| Germania      | 3 - 0 | Algeria       |
| Cuba          | 3 - 1 | Corea del Sud |
| Cuba          | 3 - 0 | Brasile       |
| Germania      | 3 - 0 | Iran          |
| Corea del Sud | 3 - 2 | Germania      |
| Brasile       | 3 - 1 | Germania      |
| Corea del Sud | 3 - 1 | Algeria       |
| Cuba          | 3 - 0 | Iran          |
| Cuba          | 3 - 1 | Germania      |
| Corea del Sud | 3 - 0 | Iran          |
| Brasile       | 3 - 0 | Algeria       |

| Pos | Squadra       | P  | Set V | Set P |
| --- | ------------- | -- | ----- | ----- |
| 1   | Cuba          | 10 | 15    | 3     |
| 2   | Brasile       | 9  | 12    | 4     |
| 3   | Corea del Sud | 8  | 11    | 8     |
| 4   | Germania      | 7  | 10    | 8     |
| 5   | Algeria       | 6  | 3     | 12    |
| 6   | Iran          | 5  | 0     | 15    |

## Fase finale
Le prime 3 squadre di ciascuno dei due gironi sono inserite in un girone finale da 6 squadre per determinare i primi sei posti della classifica. Le restanti 6 squadre vengono inserite in un altro girone per determinare i posti dal 7º al 12º. Le squadre che già si sono affrontate nel corso della prima fase non si scontrano nella fase finale.

### 7º-12º posto
| Algeria  | 3 - 2 | Messico |
| Tunisia  | 3 - 1 | Iran    |
| Germania | 3 - 0 | Cile    |
| Germania | 3 - 0 | Messico |
| Tunisia  | 3 - 2 | Algeria |
| Iran     | 3 - 2 | Cile    |
| Messico  | 3 - 1 | Iran    |
| Germania | 3 - 0 | Tunisia |
| Algeria  | 3 - 2 | Cile    |

| Pos | Squadra  | P  | Set V | Set P |
| --- | -------- | -- | ----- | ----- |
| 7   | Germania | 10 | 15    | 0     |
| 8   | Tunisia  | 9  | 12    | 7     |
| 9   | Algeria  | 8  | 11    | 10    |
| 10  | Messico  | 7  | 9     | 11    |
| 11  | Iran     | 6  | 5     | 14    |
| 12  | Cile     | 5  | 5     | 15    |

### 1º-6º posto
| Stati Uniti      | 3 - 1 | Corea del Sud |
| Unione Sovietica | 3 - 1 | Brasile       |
| Cuba             | 3 - 0 | Giappone      |
| Unione Sovietica | 3 - 0 | Cuba          |
| Stati Uniti      | 3 - 2 | Brasile       |
| Corea del Sud    | 3 - 2 | Giappone      |
| Unione Sovietica | 3 - 0 | Corea del Sud |
| Cuba             | 3 - 0 | Stati Uniti   |
| Giappone         | 3 - 1 | Brasile       |

| Pos | Squadra          | P | Set V | Set P |
| --- | ---------------- | - | ----- | ----- |
| 1   | Unione Sovietica | 9 | 13    | 4     |
| 2   | Cuba             | 9 | 12    | 4     |
| 3   | Stati Uniti      | 9 | 12    | 9     |
| 4   | Giappone         | 7 | 7     | 13    |
| 5   | Corea del Sud    | 6 | 7     | 14    |
| 6   | Brasile          | 5 | 7     | 14    |

## Classifica finale
| Posiz | Nazione          |
| ----- | ---------------- |
|       | Unione Sovietica |
|       | Cuba             |
|       | Stati Uniti      |
| 4     | Giappone         |
| 5     | Corea del Sud    |
| 6     | Brasile          |
| 7     | Germania         |
| 8     | Tunisia          |
| 9     | Algeria          |
| 10    | Messico          |
| 11    | Iran             |
| 12    | Cile             |

| Campione Coppa del Mondo 1991 |
| ----------------------------- |
| Unione Sovietica 4º titolo    |